# Bányai József (szobrász)
Bányai József (Mezőhegyes, 1933. szeptember 22. – 2015. július) magyar szobrász- és éremművész.

## Életpályája
1960-ban végzett a Magyar Képzőművészeti Főiskola szobrász szakán, ahol Gyenes Tamás és Pátzay Pál oktatta. 1961-től kiállító művész volt.
Kubista szerkezetű munkáiban a magyar vidék népi tartalmai kaptak modern szobrászi megfogalmazást.

## Szobrai

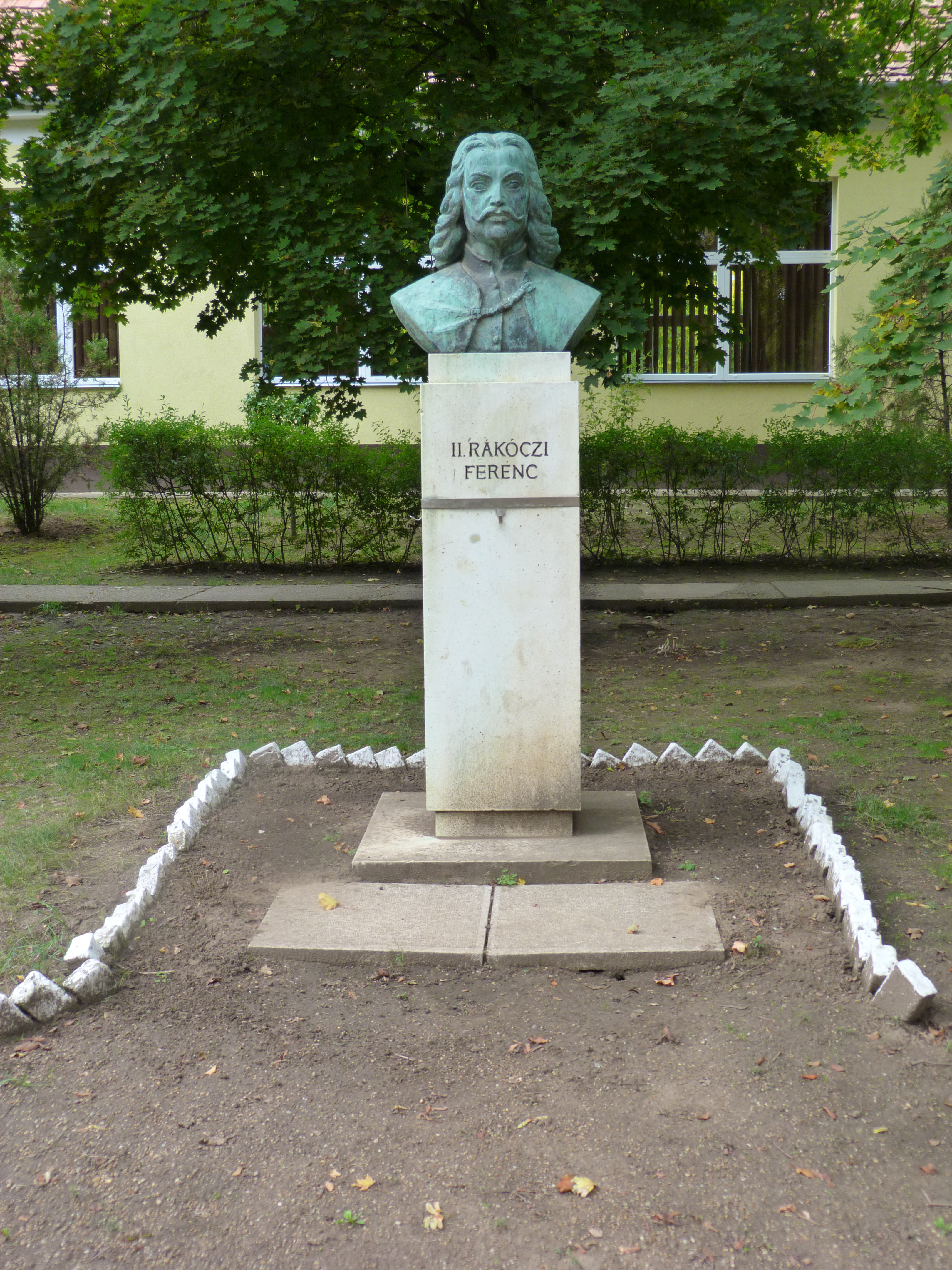
II. Rákóczi Ferenc

- II. Rákóczi Ferenc (1963, Hajdúböszörmény-Hajdúvid)
- Radnóti Miklós (1965, Pécs)
- József Attila-emlékoszlop (1968, Debrecen)
- Torzó (Pécs)
- Kuznyeck-lakótelep-emlékkő (1975, Gyula)
- Felszabadulási emlékmű (1976, Kalocsa)[3]
- Csorgó (1983, Budapest)
- Eötvös Loránd-emlékkő (1985, Celldömölk)
- Járdányi Pál-emléktábla (1988, Tapolca)
- II. világháborús emlékmű (1992, Kenderes)
- I. és II. világháborús emlékmű (1994, Mezőhegyes)
- I. világháborús emlékmű (1996, Mezőhegyes)
- Kozma Ferenc (2000, Mezőhegyes)

## Kiállításai

### Egyéni
- 1973 Mezőhegyes

### Válogatott, csoportos
- 1961 Hódmezővásárhely
- 1964, 1968, 1978, 1981-1982 Budapest
- 1971, 1979 Pécs
- 1977 Szentendre

## Díjai
- Derkovits Gyula képzőművészeti ösztöndíj (1968-1970)
- a III. pécsi Országos Kisplasztikai Biennálé II. díja (1971)
- a Magyar Népköztársaság Művészeti Alapja különdíja a VI. pécsi Országos Kisplasztikai Biennálén (1979)